# 鶴氏
鶴氏（つるし）は、日本の氏族のひとつ。蒲池氏の庶流で、江戸時代の筑後国上妻郡の郷士。
柳川城主蒲池鎮漣の娘蒲池徳子の孫の蒲池鎮明が鶴鎮明と名のったことにはじまる。
苗字の「鶴」は、蒲池氏の居城であった柳川城の別名が舞鶴城であったことに由来する。
鶴の苗字は、鎮明以降、鶴鎮正、鶴鎮春と続く。鎮春の子は蒲池鎮康と蒲池に復姓し、鶴姓は蒲池吉左衛門（鎮康）の弟の蒲池治右衛門（鎮平）が継ぐ。
鶴治平（つる はるひら）は帰農し、筑後国上妻郡富重村の豪農の庄屋となり、その子の鶴久平（つる ひさひら）の代に藩主から郷士としての鶴氏を起こすようにいわれる。

## その他の鶴氏
- 新田氏の末裔にも鶴氏がある